# Mokroluh
Mokroluh es un municipio del distrito de Bardejov en la región de Prešov, Eslovaquia, con una población estimada a final del año 2024 de 769 habitantes.
Se encuentra ubicado en el centro-norte de la región, cerca del río Topľa (cuenca hidrográfica del río Tisza) y de la frontera con Polonia.

## Demografía
| Año        | 1994 | 2004     | 2014    | 2024    |
| ---------- | ---- | -------- | ------- | ------- |
| Población  | 587  | 714      | 730     | 769     |
| Diferencia |      | +21,63 % | +2,24 % | +5,34 % |

| Año        | 2023 | 2024    |
| ---------- | ---- | ------- |
| Población  | 750  | 769     |
| Diferencia |      | +2,53 % |